# Paul-Henri Spaak
Paul Henri Charles Spaak, belgijski politik, pravnik in tenisač, * 25. januar 1899, † 31. julij 1972.
Spaak je po prvi svetovni vojni študiral na Svobodni univerzi v Bruslju in med drugim leta 1922 tudi igral za belgijsko ekipo na Davisovem pokalu.
Spaak je bil član parlamenta Belgije (1932-1935), minister za transport Belgije (1935-1936), minister za zunanje zadeve Belgije (1936-1938; september 1939 - avgust 1949; april 1954 - junij 1958; april 1961 - marec 1966), predsednik Vlade Belgije (15. maj 1938 - 22. februar 1939, 13. marec - 31. marec 1946, 20. marec 1947 - 11. avgust 1949), predsednik Generalne skupščine OZN (1946-47), predsednik Splošne skupščine Evropske skupnosti za premog in jeklo (1952-1954) in generalni sekretar Nata (1957-1961).
Bil je tudi član Kraljeve belgijske akademije francoskega jezika in književnosti.